# 비욘드 (프로게이머)
비욘드(본명: 김규석, 1997년 8월 18일 ~ )은 대한민국의 전직 리그 오브 레전드 프로게이머이다. 현재는 프로게임단 지도자로 활동하고 있다. 선수 시절 포지션은 정글라이너이며 아이디는 Beyond를 사용했다. 현재 농심 레드포스 아카데미팀 코치를 맡고 있다. 과거 Yondu라는 닉네임을 사용했다.

## 선수 시절
2015년 12월 15일, MVP에 입단하면서 프로 커리어를 시작했다. 입단 이후 첫 시즌인 2016 스프링 시즌 챌린저스 준우승을 차지했다. 이후 2016 서머 승강전 콩두 몬스터와의 경기에서 승리를 거두는데 기여하며 팀의 승격에 일조했다. 
2017 스프링 시즌에는 팀의 주전 멤버로 활약하면서 팀의 포스트시즌 진출에 기여했다. 하지만 팀이 부침에 빠지면서 팀과 함께 부진에 빠지기 시작했다. 2018 서머 시즌 직전 닉네임을 Yondu로 변경했다. 2018 서머 시즌 팀은 침몰했으며 승강전에서 챌린저스로 강등을 경험했다.
챌린저스로 강등당한 2019 스프링 시즌 닉네임을 Revenger로 변경했다. 하지만 팀은 챌린저스에서도 부침에 빠져 챌린저스 승강전까지 내려가게 되었으며 승강전 직전 해체되었다.
2020 시즌을 앞두고 팀 다이나믹스에 입단했다. 스프링 시즌 다이나믹스의 준우승에 기여했으며 승강전을 통해 다시 챔피언스로 승격에 성공했다. 2020 서머 시즌에는 초반 좋은 모습을 보여주었지만 2라운드에서는 아쉬운 모습을 보여주기도 했다.
2020년 10월 22일, 현역 은퇴를 선언했다.

## 지도자 생활
선수 은퇴 직후 농심 레드포스의 아카데미팀 코치로 부임했다.

## 소속팀

### 선수
| # | 팀명          | 소속 기간               | 소속 리그 | 비고 |
| - | ------------- | ----------------------- | --------- | ---- |
| 1 | MVP           | 2015.12.15 ~ 2019.11.21 | CK LCK CK |      |
| 2 | 팀 다이나믹스 | 2020.01.16 ~ 2020.10.22 | CK LCK    |      |

### 지도자
| # | 팀명          | 직책          | 소속 기간    | 소속 리그 | 비고 |
| - | ------------- | ------------- | ------------ | --------- | ---- |
| 1 | 농심 레드포스 | 아카데미 코치 | 2020.10.22 ~ | LCK       |      |

## 수상 내역

### 선수
- 리그 오브 레전드 챌린저스 코리아 스프링 2016 준우승
- 리프트 라이벌즈 2017 준우승
- 리그 오브 레전드 챌린저스 코리아 스프링 2020 준우승

### 지도자
- LCK 아카데미 시리즈 2020 챔피언십 준우승